# 張坐
張坐（?—?），又作张生，西汉南宫侯，汉朝开国功臣张耳、张敖、张偃的后裔。
《汉书·张耳陈馀列传》以张生为张偃之子，汉文帝七年（前173年），张偃薨，八年後，张欧嗣爵。张欧与张偃之关系不详也，汉景帝中二年（前148年），张欧薨，谥“哀”，是为“南宫哀侯”，其后张生嗣爵。《汉书·高惠高后文功臣表》纪录张偃、张欧于宣平侯之下。《汉书·高惠高后文功臣表》南宫侯有张买，之下有张生。诛诸吕时，张买被诛。南宫国转封张偃。張坐为南宫侯十四年，尚汉景帝女南宫公主，汉武帝元光元年（前134年），張坐获罪免爵，南宫公主改嫁耏申。